# 신경쇠약
신경쇠약(神經衰弱, Neurasthenia)은 1880년 미국의 의사 조지 밀러 베어드가 명명한 정신 질환의 일종이다. 증상으로 피로가 지속 또는 신체적 쇠약과 소모에 대한 지속적인 증상이 나오는 것으로, 구체적인 증상으로는 현기증, 수면 장애, 소화 불량 등이 있다. 당시 미국은 도시화와 공업화가 진행된 결과, 노동자들 사이에서 이 상태가 다발하고 있었기 때문에 병으로 지정되었다.

## 증상

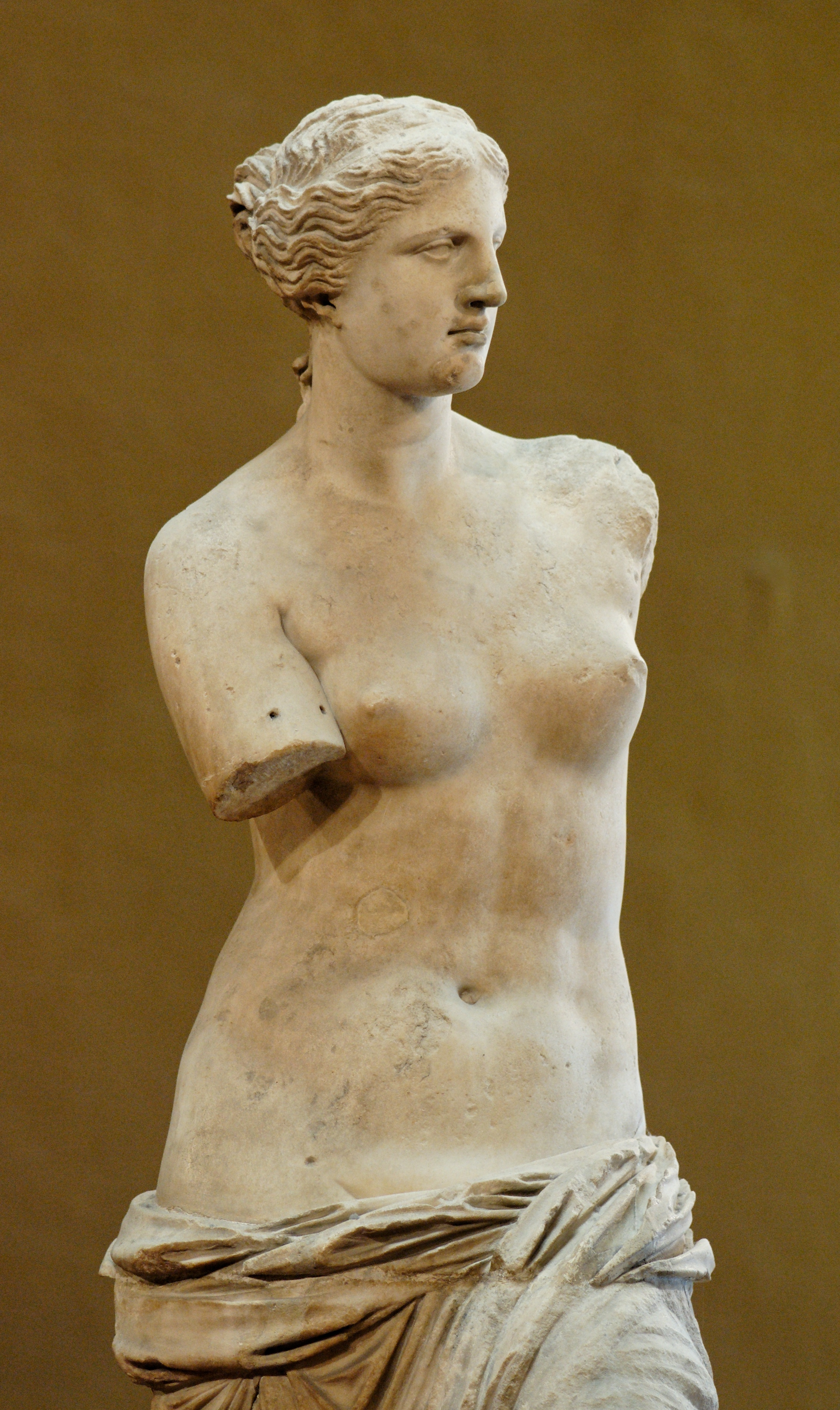
1922년 한 정골사(osteopath)에 의하면, 밀로의 비너스(Venus de Milo)는 "배 위치가 올바른 위치가 아니기에 신경쇠약이다"라고 하였다.

증상은 중추신경계(central nervous system)의 에너지 보존이 고갈된 결과로 설명되는데, 베어드는 이를 현대 문명이 원인이라고 제시하였다. 베어드 학설에서의 의사들은 신경쇠약을 도시화 스트레스와 증대되는 경쟁 환경의 결과로 인한 스트레스와 연결시켰다. 흔히 앉아서 일하는 상류계층과 전문직과 연결시켰지만, 실제로는 화폐경제체제 내에 사는 누구에게도 적용할 수 있다.
지그문트 프로이트(Sigmund Freud)는 피로, 배에 가스가 차는 소화불량, 두개내압(intra-cranial pressure), 척추자극(spinal irritation) 징후 등 다양한 신체 증상을 이 범주에 포함시켰다. 당시 다른 학자와 함께, 프로이트는 "미완 성교(non-completed coitus)" 혹은 그로 인한 높은 문화적 상관성, 혹은 "사정 빈도 저하(infrequency of emissions)" 혹은 그로 인한 높은 문화적 상관성의 저빈도 관습을 원인으로 꼽았다. 나중에 프로이트는 성교중절법(coitus interruptus)과 자위(masturbation)의 경우, 장기에 해를 끼치는 "불충분한 리비도 배출(an insufficient libidinal discharge)" 즉 신경쇠약은 자기중독(auto-intoxication) 혹은 중독의 결과인 것이라고 주장하였다. 결국 프로이트는 신경쇠약을 불안신경증(anxiety neurosis)과 분리시켰지만, 여러 경우에서 이 두 증상이 조합되어 나타난다고 생각하였다.
19세기 영국과 이후 대영제국에서 신경쇠약은 "두뇌노동자"에게서 혹은 "과잉공부(overstudy)"로 인한 정신적 고갈 혹은 피로를 설명하는데 사용되기도 하였다. 이런 용법은 "뇌수전증(brain fag)"이라는 용어와 동일하게 사용될 때도 있다.

## 현대 진단
신경쇠약 진단은 20세기까지 유명하였으며 그 결과 신체적 증상보다는 정신적 행동적 증상으로 여겨지고 있다. 신경쇠약은 21세기 의학 진단으로 방치되었으나, 세계보건기구(WHO) ICD-11 분류 체계에서는 경시되고 있다.
ICD-10 체계에서는 신경쇠약을 "F48 - 기타 신경 장애(F48 – Other neurotic disorders)"로 분류하였다. "F48.0 신경쇠약(F48.0 Neurasthenia)" 아래에서, 이 장애의 성격은 여러 문화 속에서 다양하다. 두 중첩된 증상이 보일 수 있다. 정신적 분투 이후의 피로 증대는 인지 기능의 저하와 관련 있다. 최소한의 신체적 노력은 고통과 불안에 따라 오는 극단적 피로로 느껴질 수도 있다. 기타 신체적 불편함의 많은 증상은 각자의 형태로 느껴질 수 있다. 신경쇠약에서 빠져나온 부분은 무기력(asthenia) NOS (R53), 번아웃(burn-out) (Z73.0), 불쾌감(malaise)과 피로(fatigue) (R53), 바이러스성 질환 후 피로 증후군(postviral fatigue syndrome) (includes 만성피로증후군(myalgic encephalomyelitis/chronic fatigue syndrome) (ME/CFS)) (G93.3)과 불안증(psychasthenia) (F48.8)이다.
현대 이론에서는 실제로는 자율신경계의 "불균형"인 자율신경실조증(dysautonomia)이라는 것이다.
제임스의 관점을 다시 언급한 바바라 에렌라이히(Barbara Ehrenreich)는 신경쇠약이 칼뱅주의자(calvinist)에 의하여 발생하였으며, 신사고 운동(New Thought)이 이를 도왔다는 것이다. 그것은 "지속적인 노력과 자기검열에 대한 청교도적 요구를 자기혐오(puritanical 'demand for perpetual effort and self-examination to the point of self-loathing')"로 대체하는 것을 통해서 더 희망적인 믿음을 가지고 이뤄졌다고 한다.

### 아시아에서
동아시아 삼국에서는 모두 신경쇠약(神經衰弱)이라는 말을 사용한다. 1980년 미국정신의학협회(APA)의 정신질환 진단 및 통계 편람(DSM)에서는 없어졌지만, 신경쇠약은 문화 의존 증후군(culture-bound syndrome)의 부록에 신경쇠약의 중국식 발음인 'shenjing shuairuo'으로 등재되어 있고 ICD-10에도 포함되어 있다. 이 증상은 정신 질환의 한 진단의 사회적 낙인을 피하기 위하여 아시아에서 문화적으로 수용 가능한 진단으로 계속 남아 있다.
중국 한의학에서는 기(氣)의 감소와 오장(五臟)의 기능 저하로 설명한다. 현대 중국정신질병분류방안여진단표준(中國精神疾病分類方案與診斷標準, CCMD)은 다음 5가지 증상 중 3가지를 가지고 지속적인 정신 질환으로 진단한다. 다른 증상에 의하여 나타난 것이 아닌 약한 증상, 정서적 증상, 흥분 증상, 긴장 유도 통증, 수면 장애가 그것이다. 아서 클라인먼(Arthur Kleinman)은 중국의 신경쇠약은 "두 문화적 패턴의 질병 경험 (특정 형태의 신체화), 우울이나 기타 질병 혹은 고통과 사회심리적 대처에 대한 문화적 금기어"라고 설명한다.
일본에서는 의무적인 휴식과 고립을 동반하는 모리타 치료(Morita therapy)를 사용하며, 이후에 점차 어려운 작업이 수반되고 이전의 사회적 역할을 재개하는 것이다. 신경쇠약이라는 진단명은 조현병이나 기분 장애(mood disorder)와 같은 심각한 정신 질환을 가장하는데 사용되기도 한다.

## 같이 보기
- 전투피로증